# Spielothek-Cup 1996
Der Spielothek-Cup 1996 war die elfte Austragung des Handballwettbewerbs und wurde am 23. und 24. August 1996 in den ostwestfälischen Städten Minden und Lübbecke in Nordrhein-Westfalen ausgetragen.
Der TBV Lemgo setzte sich im Finale mit 34:31 (18:16) Toren gegen den TSV GWD Minden durch und gewann seinen insgesamt zweiten Titel. Den dritten Platz sicherte sich der TuS Nettelstedt mit 30:28 (13:14) gegen die SG VfL/BHW Hameln. Torschützenkönig wurde Mindens Stéphane Stoecklin mit 19 Toren.

## Preisgeld
Das Preisgeld betrug 10.000 DM. 4.000 DM davon gingen an den Sieger TBV Lemgo.
| Erreichte Platzierung | Preisgeld |
| --------------------- | --------- |
| Sieg                  | 4.000 DM  |
| 2. Platz              | 3.000 DM  |
| 3. Platz              | 2.000 DM  |
| 4. Platz              | 1.000 DM  |

## Modus
Es wurde mit vier Mannschaften im K.-o.-System mit zwei Halbfinalspielen, dem Spiel um Platz drei sowie dem Finale gespielt. Die Spielzeit betrug 2 × 30 Minuten. Bei unentschiedenem Ausgang nach Ablauf der regulären Spielzeit gab es eine Verlängerung von 2 × 5 Minuten. Bei Unentschieden nach Ablauf der Verlängerung hätte es ein Siebenmeterwerfen gegeben.

## Spiele

### Halbfinale
| 23. August 1996 18:00 Uhr | TuS Nettelstedt               | 24:26  | TBV Lemgo                         | Kreissporthalle, Minden Zuschauer: 800 Schiedsrichter: Ralf Illert, Axel Niedtner |
| 23. August 1996 18:00 Uhr | meiste Tore: Mikulić (7 Tore) | (9:14) | meiste Tore: Baumgartner (6 Tore) | Kreissporthalle, Minden Zuschauer: 800 Schiedsrichter: Ralf Illert, Axel Niedtner |
| 23. August 1996 18:00 Uhr | Strafen: 4×                   |        | Strafen: 4×                       | Kreissporthalle, Minden Zuschauer: 800 Schiedsrichter: Ralf Illert, Axel Niedtner |

| 23. August 1996 19:30 Uhr | TSV GWD Minden                   | 37:36 n. V.      | SG VfL/BHW Hameln                     | Kreissporthalle, Minden Zuschauer: 800 Schiedsrichter: Frank Böllhoff, Wilfried Stammeier |
| 23. August 1996 19:30 Uhr | meiste Tore: Stoecklin (14 Tore) | (14:17), (31:31) | meiste Tore: Hauck, Manaskov (6 Tore) | Kreissporthalle, Minden Zuschauer: 800 Schiedsrichter: Frank Böllhoff, Wilfried Stammeier |
| 23. August 1996 19:30 Uhr | Strafen: 7×                      |                  | Strafen: 5×                           | Kreissporthalle, Minden Zuschauer: 800 Schiedsrichter: Frank Böllhoff, Wilfried Stammeier |

### Spiel um Platz 3
| 24. August 1996 16:30 Uhr | TuS Nettelstedt                | 30:28   | SG VfL/BHW Hameln                   | Kreissporthalle, Lübbecke Zuschauer: 650 Schiedsrichter: Heinz Becker, Jürgen Schäpsmeier |
| 24. August 1996 16:30 Uhr | meiste Tore: Mikulić (10 Tore) | (13:14) | meiste Tore: Barbaschinski (7 Tore) | Kreissporthalle, Lübbecke Zuschauer: 650 Schiedsrichter: Heinz Becker, Jürgen Schäpsmeier |
| 24. August 1996 16:30 Uhr |                                |         |                                     | Kreissporthalle, Lübbecke Zuschauer: 650 Schiedsrichter: Heinz Becker, Jürgen Schäpsmeier |

### Finale
| TBV Lemgo | TBV Lemgo | TSV GWD Minden | TSV GWD Minden |
| | Finale 24. August 1996, 18:15 Uhr in Lübbecke (Kreissporthalle) Ergebnis: 34:31 (18:16) Zuschauer: 650 Schiedsrichter: Ralf Illert, Axel Niedtner ( Deutschland) |                |                |
| Lutz Grosser, Fynn Holpert – Mike Bezdicek (1), Achim Schürmann (7), Daniel Stephan (7/1), André Tempelmeier (3), László Marosi (3), Ulf Ganschow (1), Andrej Sinjak (1), Jens Lause (1), Volker Zerbe (4), Marc Baumgartner (6/3) Trainer: Juri Schewzow ( Belarus) | Chrischa Hannawald, Vlado Šola – Robert Hedin (3), Andreas Bock (3), Stéphane Stoecklin (5/1), Sigurður Bjarnason (5/1), Tomislav Farkaš (6), Rüdiger Traub (2), Holger Kretschmer (3), Johan Petersson (4), Frank von Behren, Thomas Oehme, Ralf Böhme (n.e.), Menc Exner (n.e.), Stefan Dessin (n.e.) Trainer: Zenon Łakomy ( Polen) |                |                |
| | von Behren |                |                |

## Statistiken

### Torschützenliste
| Pl. | Spieler              | Verein            | Tore | FT | 7 m | T/S |
| --- | -------------------- | ----------------- | ---- | -- | --- | --- |
| 1   | Stéphane Stoecklin   | TSV GWD Minden    | 19   | 13 | 6   | 9,5 |
| 2   | Zoran Mikulić        | TuS Nettelstedt   | 17   | 12 | 5   | 8,5 |
| 3   | Andrei Barbaschinski | SG VfL/BHW Hameln | 12   | 12 | 0   | 6   |
|     | Achim Schürmann      | TBV Lemgo         | 12   | 12 | 0   | 6   |
|     | Marc Baumgartner     | TBV Lemgo         | 12   | 7  | 5   | 6   |
| 6   | Gennadij Chalepo     | TuS Nettelstedt   | 11   | 11 | 0   | 5,5 |
|     | Pepi Manaskov        | SG VfL/BHW Hameln | 11   | 11 | 0   | 5,5 |

FT – Feldtore, 7m – Siebenmeter-Tore, T/S – Tore pro Spiel

## Aufgebote
| TBV Lemgo | TSV GWD Minden | TuS Nettelstedt |
| Fynn Holpert Lutz Grosser Mike Bezdicek Achim Schürmann Daniel Stephan André Tempelmeier László Marosi Ulf Ganschow Andrej Sinjak Jens Lause Volker Zerbe Marc Baumgartner | Vlado Šola Chrischa Hannawald Tomislav Farkaš Frank von Behren Menc Exner Robert Hedin Johan Petersson Rüdiger Traub Sigurður Bjarnason Thomas Oehme Holger Kretschmer Ralf Böhme Andreas Bock Stéphane Stoecklin Stefan Dessin | Volker Hoffmann Jörg Bohrmann Ralf Abend Thomas Steen Michael Scholz Gennadij Chalepo Joachim Sproß Christian Piller Andreas Kohl Frank Schmitt Michael Altenbeck Dirk Beuchler Zoran Mikulić |
| Juri Schewzow (Trainer) | Zenon Łakomy (Trainer) | Lajos Mocsai (Trainer) |

### 4.Platz:SG VfL/BHW Hameln
| - Frode Scheie - Jörg-Uwe Lütt - Jörg Engelhardt - Morten Bjerre | - Edgar Schwank - Oliver Mävers - Andrei Barbaschinski - Markus Hönnige | - Stefan Matz - Stephan Hauck - Ralf Koring - Pepi Manaskov | - Marc Siegesmund - Peter Gerfen |

Trainer: Urs Mühlethaler